# Nicolas François Pinchon
Pour les articles homonymes, voir Pinchon.
Nicolas François Pinchon (13 janvier 1793, Louviers-6 septembre 1873, Maisons-Laffitte) est un architecte français.

## Biographie
Nicolas François Pinchon est admis à l'École des beaux-arts de Paris en 1812. Il est y notamment l'élève de Hippolyte Lebas.
En 1834, il est chargé, avec l'architecte Edmond Dubois de succéder à l'architecte Jean-Antoine Alavoine sur le chantier de restauration de la cathédrale de Rouen. Les deux architectes démissionneront en 1849 à la suite de l'arrêt des travaux de reconstruction de la flèche.
Son fils Alexandre Frédéric Pinchon est également architecte,.